# Építésügy
Az emberiség történelmével egyidős az építés története. Az ember már az ősidők során belátta, hogy építkezései közben számos szabályt kell betartania, ezek azonban évszázadokig pusztán íratlanul hagyományozott tapasztalások voltak.
Később a felemelkedő ősi államok hatalmi vezetői, királyai írásban örökítették át e szabályokat, amik ekkortól már a jog keretei közé sorolódtak. Hammurapi babiloni király (Kr.e. 20. sz.) törvény gyűjteményei állítólag már tartalmaztak tűzvédelmi szabályokat. Augustus első római császár építési törvényében pedig 70 lábban szabták meg a lakóépületek legnagyobb megengedhető magasságát.
Az állam tehát nagyon hamar igazgatása alá vonta az építési ügyeket, kialakult az építésügyi igazgatás, magyar szakkifejezéssel: építésügy.
(Hogy e szakkifejezés mennyire magyar, azt a jogszabály eredeteinkben rokon, volt közös monarchiai társállam, Ausztria igazgatási rendszerének tanulmányozásával világosan láthatjuk. Az osztrák német nyelvű igazgatási szövegkörnyezetben sohasem létezett ilyen, egy szóból álló szakkifejezés az építésügyi igazgatásra. Hajlunk arra, hogy e magyar szakkifejezés valamely kora XX. századi spontán szakzsargon-alkotás talán nem is rosszul sikerült eredménye, valahogyan a maszek (magán szektor) nem hivatalos kifejezés megalkotásával párhuzamba vonhatóan.)[forrás?]

## Az építésügy fogalma
Magyarországon az építésügy szakkifejezés fellelhető legkorábbi jogszabályi használatát a városrendezésről és az építésügyről szóló 1937. évi VI. törvénycikk vezette be. Ennek III. Fejezetének 19. §-a nevezetesen kimondja: „Építéshez, valamint épület használatbavételéhez az építésügyi hatóság engedélye szükséges.” (Figyeljük meg: építésügyi, tehát nem építési hatóság, ahogyan ma még hivatalokban is sokan rosszul használják!) Kimondható tehát, hogy az építésügy szakkifejezés hivatalos megjelenése Magyarországon az írott alkotmányozásnál is régebbre nyúlik vissza. Igaz ugyan, miszerint az építésügy tárgya az alapvető emberi jogok alaptörvénybe foglalt biztosításából nyerhet manapság levezetést azonban, - ahogyan az 1937. évi törvénycikk egész III. fejezete is mutatja nekünk - az építésügyet, mint igazgatást nem teljesen szerencsés az alkotmányozással védelembe vett jogokból levezetni. Hiszen kétségbe vonhatatlan, hogy már a történelmi időkre visszanézve fellelhető az államhatalom építési ügyekre is kiterjedő igazgatási ténykedése, ám egyértelmű, hogy ez akkor még nem az alapvető emberi jogok maradéktalan védelme szándékából eredezett. Összefoglalva tehát, a magyar „építésügy” szóhasználattal jelzett fogalom az államhatalom történelmi időkre visszanyúló azon igazgatási tevékenységének megjelölésére szolgál, amely az építés ügyeire terjed ki. Modern felfogásában ez az államigazgatási tevékenység részterületekre tagozódik, specializálódik, illetve az alapvető emberi jogok védelmének írott alkotmányba rögzítésével megújult értelmezést és tartalmat kap.